# Carl Fredrik Coyet
Carl Fredrik Coyet, född 30 december 1768 i Anderstorps socken, död 23 januari 1857 i Skeppsholms församling, Stockholm, var en svensk sjöofficer och tecknare. Han var son till Henric Gideon Coyet och Apollonia Christina Gyllenhöök.
Coyet deltog med utmärkelse i kriget 1788–1790 som chef på galärer i flera slag. Han blev överste i arméns flotta 1812, konteramiral 1815, och chef för flottans station i Stockholm 1825. 1827 utnämndes han till viceamiral och 1849 utnämndes han till amiral. Coyet finns representerad vid Uppsala universitetsbibliotek. Han är begravd på Galärvarvskyrkogården i Stockholm.